# Hjørring Amtstidende
Hjørring Amtstidende, grundlagt 1843 som den første avis i Hjørring. Avisen gik ind 1954.
| Anime eller manga | Spire Denne artikel om medie og kommunikation er en spire som bør udbygges. Du er velkommen til at hjælpe Wikipedia ved at udvide den. |